# Brasparts
Brasparts é uma comuna francesa na região administrativa da Bretanha, no departamento Finisterra. Estende-se por uma área de 47,76 km². Em 2010 a comuna tinha 1 037 habitantes (densidade: 21,7 hab./km²).